# ميشيل باس
ميشيل باس (بالإنجليزية: Michelle Bass)‏ هي عارضة بريطانية، ولدت في 2 فبراير 1981 في نيوكاسل أبون تاين في المملكة المتحدة.

## وصلات خارجية
- الموقع الرسمي
- ميشيل باس على موقع IMDb (الإنجليزية)
- ميشيل باس على موقع قاعدة بيانات الفيلم (الإنجليزية)